# Copelatus erichsonii
Copelatus erichsonii es una especie de escarabajo buceador del género Copelatus, de la subfamilia Copelatinae, en la familia Dytiscidae. Fue descrito por Félix Édouard Guérin-Méneville en 1849.